# Герой мого часу
«Герой мого часу» — український комедійний фільм, повнометражний дебют Тоні Ноябрьової. Сценарій був написаний самою Ноябрьовою на основі її російськомовної короткометражки 2012 року «День независимости» (укр. День незалежності). Головну роль у стрічці виконав Євген Бушмакін.
Прем'єра фільму відбулася 15 липня 2018 року на 9-му Одеському міжнародному кінофестивалі, а в широкий український кінопрокат стрічка вийшла 20 вересня 2018 року.

## Сюжет
Фільм розповідає історію «маленької людини», хлопця «з сусіднього двору», що живе в складному та суперечливому світі. Жорик намагається знайти сенс свого існування у великому місті та приїжджає в столицю в пошуках щастя. Він шукає роботу, намагається будувати відносини, намагається поставити собі високі цілі. Але кожен раз заходить в глухий кут. Дівчина із заможної сім'ї, власниця бізнес-центру. Проте прірва між соціальними класами перешкоджає їх любові.

## У ролях
- Євген Бушмакін — Жорік
- Олег Шевцов — Олег
- Олександр Ярема
- Людмила Пахолок
- Мері Орел
- Наталка Яковлева
- Марина Шевченко
- Валентина Медова
- Соня Забуга
- Кирило Мишкін
- Василіса Фролова
- Наталка Якимович
- Олена Курта

## Виробництво

### Кошторис
«Герой мого часу» став переможцем дев'ятого конкурсного відбору Державного агентства України з питань кіно та отримав фінансову підтримку на виробництво фільму розміром 7 млн. 995, 2 тис. грн. Загальний бюджет стрічки становить майже 16 мільйонів гривень.

### Мова фільму
«Герой мого часу» став третім повнометражним фільмом в історії українського кінематографа, після фільму «Припутні»  (2017) та  «Дике поле»  (2018), де майже всі актори розмовляють суржиком.

## Нагороди та номінації
| Список нагород та номінацій                | Список нагород та номінацій | Список нагород та номінацій                   | Список нагород та номінацій | Список нагород та номінацій | Список нагород та номінацій |
| Кінофестиваль/Кінопремія                   | Рік                         | Категорія                                     | Номінант(и)                 | Результат                   | Дж                          |
| ------------------------------------------ | --------------------------- | --------------------------------------------- | --------------------------- | --------------------------- | --------------------------- |
| 9-й Одеський міжнародний кінофестиваль     | 2018                        | Найкращий український фільм                   | Герой мого часу             | Номінація                   | [ 8 ] [ 9 ]                 |
| 9-й Одеський міжнародний кінофестиваль     | 2018                        | Найкращий український режисер                 | Тоня Ноябрьова              | Перемога                    | [ 8 ] [ 9 ]                 |
| Національна премія кінокритиків «Кіноколо» | 26.10.2018                  | Відкриття року                                | Герой мого часу             | Номінація                   | [ 10 ]                      |
| Золота дзиґа                               | 19.04.2019                  | Найкращий режисер (премія імені Юрія Іллєнка) | Тоня Ноябрьова              | Номінація                   | [ 11 ]                      |
| Золота дзиґа                               | 19.04.2019                  | Найкращий актор                               | Євген Бушмакін              | Номінація                   | [ 11 ]                      |